# Sørumsand
Sørumsand este o localitate din comuna Sørum, provincia Akershus, Norvegia, cu o suprafață de 2,19 km² și o populație de 4.609 locuitori (2013).